# لغز العصابة الرقطاء
لغز العصابة الرقطاء (بالإنجليزية: The Adventure of the Speckled Band)، هي واحدة من 56 قصة لشرلوك هولمز من تأليف ارثر كونان دويل.نشرت لأول مرة في مجلة الستراند عام 1892 بشكل منفرد، وقد نشرت تحت عنوان مغاير، العصابة المنقطة (بالإنجليزية The Spotted Band)، في صحيفة نيويورك ورلد عام 1905, قبل ان يعاد نشرها مجمعة مع باقي قصص مغامرات شرلوك هولمز.تعد القصة الثامنة في سلسلة مغامرات شرلوك هولمز ويعتبرها كونان دويل أفضل قصة لشرلوك هولمز بالنسبة له.

## ملخص القصة
في أحد أيام شهر أبريل من العام 1883, يقوم هولمز بإيقاظ صديقه الدكتور واطسون باكرا ويقول انه ينتظر حضور زبونة جديدة.عند وصولها يتضح ان اسمها هو هيلين ستونر، وجاءت لطلب استشارة هولمز بخصوص الاحداث الغريبة التي وقعت في ستوك موران، وهو بيت ريفي تعيش فيه رفقة زوج والدتها الدكتور رويلوت.
تقول هيلين ان زوج والدتها يتميز بشخصية عنيفة وقد عاش لفترة معينة في الهند، قبل ان يتزوج من والدتها الارملة، التي توفيت قبل بضع سنوات، تاركة ابنتيها جوليا وهيلين في عهدة زوجها الثاني.كانت غرفة نوم جوليا تقع بين غرفة زوج والدتها وغرفة اختها هيلين.قبيل زواجها وفي أحد الايام، تقول جوليا لاختها انها تسمع صوت صفير غريب وصوت ضجيج معدني مؤخرا خلال الليل في غرفتها مما يثير استغراب هيلين.تعود جوليا إلى غرفة نومها وتغلق النوافذ والباب بالمفتاح كعادتها.في وسط الليل، تطلق جوليا صرخة تجعل هيلين تخرج فورا من غرفتها لتفقدها، لتجد اختها جوليا تقوم بفتح الباب وتترنح قائلة:«العصابة الرقطاء !العصابة الرقطاء !» وهي تشير بشكل غامض إلى غرفة زوج والدتها، الذي يستيقظ هو بدوره، ويطلب المساعدة من القرية لكن الاوان يكون قد فات، إذ تموت جوليا قبل وصول المساعدة.
تشك هيلين في ان زوج والدتها له دخل بوفاة اختها، لكنها تتذكر ان كل من غرفته وغرفة اختها كانتا مغلقتين وتشك أيضا في ان مجموعة من الغجر، تقطن بالقرب من الأراضي المحيطة بالمنزل، لها دخل بتلك الاحداث الغريبة.
بعد مرور سنتين من وفاة اختها، تقرر هيلين الزواج من بيرسي ارميتاج والعيش بعيدا من منزل زوج والدتها، وقبيل الزواج، تكون هناك أعمال تصليح في المنزل تجبر هيلين على الانتقال للنوم في غرفة اختها، والغريب انها تبدأ هي أيضا في سماع صوت الصفير في الليل والضجيج المعدني الذي اخبرتها عنه اختها قبل وفاتها، فتشعر بالخطر وتقرر طلب مساعدة هولمز.
تتفق هيلين مع هولمز وواطسون ان يأتيا إلى منزل زوج والدتها ويقوما بتفتيشه، لكن بعد خروجها من منزل هولمز، يدخل زوج والدتها الدكتور رويلوت الذي قام بتتبعها، ويقول له انه سيدخل في متاعب في حالة قبوله بالمهمة، فتزداد شكوك هولمز حول هذا الرجل.
يذهب هولمز إلى المنزل الريفي في وقت غياب الدكتور رويلوت، وبعد معاينته لغرفة جوليا، يجذب انتباهه حبل جرس لكنه غير متصل بأي جرس في البيت وفي اعلاه توجد فتحة تهوية متصلة مع غرفة الدكتور رويلوت، توضح هيلين ان تلك الفتح وذلك الحبل تم تركيبهم قبل أيام فقط من وفاة والدتها.يضع هولمز بعدها خطة محكمة تسمح له بالدخول إلى غرفة جوليا ليلا دون علم الدكتور رويلوت، ويبقى هو والدكتور واطسون ينتظران في الغرفة إلى غاية وقت متأخر من الليل، يقوم هولمز بشد ذلك الخيط، فيسمع صوت صياح من الغرفة المجاورة، غرفة الدكتور رويلوت، وعند الدخول إلى غرفة يجد هولمز افعى سامة منطقة تشبه العصابة الرقطاء ملقفة حول رأسه، ويموت الدكتور رويلوت بنفس الطريقة التي ماتت بها جوليا.
يتضح ان والدة جوليا وهيلين كتبت وصية بموجبها في حالة زواج أي من ابنتيها يقوم زوجها الدكتور رويلوت بإعطاء مبلغ كبير لها، وهذا سبب قتله لجوليا لمنعها من الزواج، إذ قام باستعمال افعى سامة احضرها معه من الهند، وقام بوضعها في صندوق (وهذا هو مصدر ذلك الضجيج المعدني)، ثم قام بإدخال الافعى إلى غرفة جوليا عن طريق فتحة التهوية، وعند اقدام هيلين على الزواج، حاول إعادة الكرة، لكن هولمز نجح في ايقافه، ولا يبدى أي تعاطف لموته رغم انه كان سببا فيه.

## تعليقات
- في الكتابة الأولى للقصة وقبل نشرها، قام كونان دويل بإعطاء رويلوت دور الاب الحقيقي لجوليا وهيلين، لكنه فيما بعد جعله زوج والدتهما عوض ذلك.[2]
- قصة هولمز هذه تشبه إلى حد كبير اقصوصة لإدغار آلان بو، أي تموت الضحية بسبب حيوان ادخل إلى غرفتها.[2]
- وضح ريتشارد لانسلين غرين ان كونان دويل استلهم القصة عند قراءته لمقال نشر عام 1891 والذي يحكي قصة رجل عسكري كان في رحلة في غرب أفريقيا، وتفاجئ في أحد الليالي بوجود افعى كبيرة في غرفته، وعوض ان يصرخ ويجلب انتباه الافعى له، قام بسحب حبل الجرس، لكن اتضح ان ذلك الحبل غير مرتبط بالجرس، فقام عوض ذلك بقرع الجرس بواسطة عصا مما سمح بإنقاذه.ونجد العديد من عناصر الحكاية في قصة كونان دويل.[2]
- صرح كونان دويل في إحدى المقابلات في 14 يوليو 1900 انه يعتبر هذه القصة أفضل قصة من قصص شرلوك هولمز.وقد اكد هذا مرة ثانية في عام 1927 أي وضع هذه القصة على راس قائمة 12 أفضل قصة شرلوك هولمز بالنسبة اليه.[2][3]

## الاقتباس
على المسرح
- قام ارثر كونان دويل باقتباس مسرحية بنفسه من القصة عام 1910 وقد لاقت المسرحية عند عرضها نجاحا كبيرا.[4]
- في خريف 1913, تم اقتباس مسرحية جديدة من القصة بعنوان شرلوك هولمز والعصابة الرقطاء.

في السينما والتلفزيون
- فيلم فرنسي-بريطاني من القصة عام 1912 من بطولة جورج ترفيل.[5]
- فيلم عام 1923 من بطولة ايلي نوروود.[6]
- فيلم عام 1931 من بطولة ريموند ماساي.
- إحدى حلقات مسلسل Your Show Time من إنتاج NBC عام 1949.[7][8]
- إحدى حلقات مسلسل شرلوك هولمز عام 1964 من إنتاج قناة بي بي سي وبطولة دوغلاس ويلمر بدور هولمز.[9]
- إحدى حلقات المسلسل السوفيتي مغامرات شرلوك هولمز والدكتور واطسون عام 1979 من بطولة فازيلي ليفانوف.
- إحدى حلقات مسلسل شرلوك هولمز عام 1984 الذي عرض على قناة ITV البريطانية ومن بطولة جيرمي برات.[10]
- إحدى حلقات المسلسل الكرتوني الياباني شرلوك هولمز الذي عرض بين 1984 و1985.

## عناوين الترجمة العربية
ترجمة القصة عدة مرات إلى العربية تحت عناوين:
- لغز العصابة الرقطاء، دار الأجيال للنشر.
- مغامرة العصابة الرقطاء، مؤسسة هنداوي، ترجمة زينب عاطف مراجعة محمد فتحي خضر.[11]
- مغامرة العِصابة المنقَّطة، (ضمن مغامرات شيرلوك هولمز) مؤسسة هنداوي، ترجمة أميرة علي عبد الصادق.(مختصرة)[12]
- العصابة المرقطة، مكتبة لبنان بيروت.
- مغامراة الحية المنقطة، علي الجوهري، دار الطلائع للنشر. (ضمن مغامرات شرلوك هولمز)
- الشريط المرقط.

## روابط خارجية
- قراءة القصة مجانا مرفقة بالرسومات الأصلية (باللغة الفرنسية).
- قراءة القصة مجانا بدون الرسومات الأصلية (باللغة الفرنسية).
- القصة على Google Books (باللغة الإنجليزية).
- معلومات حول المسرحية المقتبسة من القصة (باللغة الإنجليزية).